# آيت علي آيت رحو (آيت عياش آيت عفي)
آيت علي آيت رحو هو دُوَّار يقع بجماعة آيت إيكو، إقليم الخميسات، جهة الرباط سلا القنيطرة في المملكة المغربية. ينتمي الدوّار لمشيخة آيت عياش آيت عفي التي تضم 6 دواوير. يقدر عدد سكانه بـ 429 نسمة حسب الإحصاء الرسمي للسكان والسكنى لسنة 2004.

## وصلات خارجية
- البوابة الوطنية للجماعات الترابية
- المندوبية السامية للتخطيط